# Okladnikovova jeskyně
Okladnikovova jeskyně (rusky Пещера Окла́дникова) je jeskynní systém v Rusku, který je známý jako paleoantropologická lokalita, stejně jako Denisova jeskyně ležící 50 km jižněji. Nachází se na Altaji nedaleko vesnice Sibirjačicha. Původně se nazývala podle této obce, pak byla přejmenována na počest ruského archeologa Alexeje Okladnikova. 
Jeskyně je tvořena vápencem z období devonu. Její vchod je orientován jižním směrem a nachází se 14 metrů nad současnou hladinou řeky Sibirky, která je přítokem Anuje. Skládá se z pěti chodeb a její celková délka dosahuje 35 metrů.
Jeskyně byla vědecky prozkoumána v letech 1984 až 1987. Byly zde nalezeny v sedmi chronologických vrstvách téměř čtyři tisíce kamenných nástrojů řazených k moustérienské industrii. Osídlení bylo radiokarbonovou metodou datováno do období před 35-45 tisíci lety. V roce 2007 Svante Pääbo rozborem DNA určil, že zde žili neandertálci, jedná se tak o nejvýchodnější známé stanoviště této formy člověka.
Na základě palynologie bylo zjištěno, že v té době pokrývala okolní kraj suchá lesostep. Žili zde zdatní lovci, v jeskyni byly nalezeny pozůstatky dvaceti druhů, např. nosorožce srstnatého, hyeny jeskynní, bizona pravěkého, lva jeskynního a kozorožce sibiřského.